# إيرنيستو فيليبي
إيرنيستو فيليبي (بالإيطالية: Ernesto Filippi)‏ (بالإسبانية: Ernesto Filippi Cavani)‏ هو حكم كرة قدم ولاعب كرة قدم أوروغواياني وإيطالي، ولد في 26 أكتوبر 1950 في لكة في إيطاليا.

## وصلات خارجية
- إيرنيستو فيليبي على موقع Soccerway.com (الإنجليزية)